# Patricia Spoelder
Patricia Hendrika Spoelder (Ilpendam, 12 februari 1968) is een Nederlands schilder en tekenaar. Ze tekent en schildert onder andere interieurs en straatscènes.

## Biografie
Spoelder is geboren op 12 februari 1968 in Ilpendam. In 1986 studeerde ze aan de School voor de fotografie in Den Haag en het jaar erop maakte ze de overstap naar de Hogeschool voor de kunsten te Utrecht. Van 1988 tot 1992 studeerde ze aan de Koninklijke Academie van Beeldende Kunsten in Den Haag. In 1992 begon zij een atelier in Amsterdam. In de periode 1995-1996 studeerde ze aan de Rijksakademie van beeldende kunsten in Amsterdam. Twee jaar later, in 1998 ontving ze de publieksprijs van de Koninklijke Prijs voor Vrije Schilderkunst. Naast deze prijs ontving ze tussen 1996 en 2006 viermaal het Basisstipendium van het Fonds voor beeldende kunsten. In 2011 voltooide ze een Bachelor of Fine Art in Education waarna ze begon met lesgeven in haar atelier te Amsterdam.

## Schilderstijl
Spoelder heeft zich voornamelijk gespecialiseerd in de schilderkunst. Opvallend aan haar schilderijen is het bijzondere licht alsmede het ogenschijnlijke schildersgemak dat de schilderijen uitstralen. Ze maakt gebruik van koele kleuren. Veel van haar schilderijen gaan over interieurs en straatscènes maar ze laat zich ook inspireren door films en beelden uit tijdschriften.
Zij maakt vooral landschappen, stillevens en portretten. Volgens eigen zeggen schildert zij in een impressionistische stijl met losse verfstreken.

## Tentoonstellingen
Deze selectie van tentoonstellingen bedraagt een overzicht van de solotentoonstellingen van Patricia Spoelder in zowel galeries als in musea. Naast een aantal solo-exposities heeft Spoelder ook deelgenomen aan een aantal groepstentoonstellingen, o.a. in het buitenland (Finland, USA, Duitsland en Sri-Lanka).
- 1994 The Living Art Museum, Reykjavik, IJsland
- 1997 Galerie van Wijngaarden, ‘Schilderijen’, Amsterdam
- 1998 Galerie van Wijngaarden, Amsterdam
- 1998 Galerie In Situ, Aalst, België
- 1999 Galerie van Wijngaarden, ‘De verwilderde achtertuin’, Amsterdam
- 2000 Galerie van Wijngaarden, ‘Portretten’, Amsterdam
- 2001 Museum Jan van der Togt, Amstelveen
- 2002 Galerie van Wijngaarden, ’Bestoven kristallen’, Amsterdam
- 2003 Galerie van Wijngaarden, ’Schilderijen’, Amsterdam
- 2006 Art Rotterdam, Rotterdam
- 2007 Galerie Hakkens van Wijngaarden, 'Horizon', Amsterdam
- 2009 Schilderijen, Osira Sint Jacob, Amsterdam
- 2009 Open ateliers Zeeburg, Amsterdam
- 2012 Schilderijen/Paintings, Inspectie van het Onderwijs, Utrecht
- 2012 Schilderijen/Paintings, P'arts galerie, Zeist